# Entfesselte Helden
Entfesselte Helden (Unstrung Heroes) ist ein US-amerikanischer Film von Diane Keaton mit Andie MacDowell aus dem Jahr 1995. Thomas Newman wurde für die Filmmusik 1996 für den Oscar und 1997 für den Grammy Award nominiert.

## Handlung
Der zwölfjährige Steven Lidz lebt in den frühen 1960ern in New York in einer jüdischen Familie. Sein Vater Sid ist ein atheistischer Erfinder seltsamer Dinge und seine Mutter Selma ist sterbenskrank und hat Krebs. Als er von der Situation zuhause überwältigt ist, zieht er zu seinen beiden exzentrischen Onkeln Arthur und Danny und in deren verrückte und magische Welt. Die religiöseren Onkel nennen den Jungen allerdings „Franz“, da sie „Steven“ nicht mögen. Durch die Liebe seiner Onkel lernt er mit dem Verlust seiner Mutter umzugehen.

## Hintergrund
Entfesselte Helden basiert auf dem gleichnamigen Buch des Journalisten Franz Lidz. In den autobiographischen Jugenderinnerungen beschrieb Lidz das Aufwachen mit vier statt zwei Onkeln in Long Island.
Es ist Diane Keatons Erstlingswerk als Filmregisseurin.

## Rezeption
Rotten Tomatoes weist eine Kritikerbewertung von 75 Prozent und eine Publikumswertung von 61 Prozent aus.
Der Filmdienst urteilte:

„Ein beachtenswertes Drama, das Krankheit und Tod konsequent aus der Sicht des Jungen schildert und das jähe Ende einer Kindheit verfolgt. Formal wie inhaltlich reich an Verweisen, scheut der Film nicht vor großer Emotionalität zurück, der sich der Zuschauer nur schwer entziehen kann.“

Für Roger Ebert war der Film mit einer ungewöhnlichen Verbindung von Gefühl und schrulliger Exzentrik inszeniert. Entfesselte Helden habe so berührende Momente, dass einem das Herz stehen bleibe und Momente großer Traurigkeit. Trotz dem sei der Film größtenteils eine Komödie, die zeige wie in Allen guten Familien Platz für jedem sei und selbst die Außenseiter ihre Rolle hätten.
Dem gegenüber wurde Entfesselte Helden von Todd McCarthy in der Variety verrissen. Für ihn sei der Film ein bis zur Anämie dünnes Coming-of-Age-Stück. Er protze mit einer gewollten Exzentrik, die fast sofort nerve. Keaton bemühe sich um einen unkonventionellen Ton, der aber nicht wirklich Gestalt annehme. Die von persönlicher Entwicklung während einer Familientragödie kommende emotionale Kraft des Films verfehle sein Ziel. Der umschreibenden Geschichte fehle die Kraft, eine Bedeutung jenseits der eigenen Grenzen zu entwickeln.

## Nominierungen
- Oscar 1996: Thomas Newman für Beste Filmmusik (Musical/Komödie), ausgezeichnet wurde die Musik für Pocahontas.[7]
- American Comedy Awards 1996: Michael Richards als lustigster Nebendarsteller in einem Kinofilm (Funniest Supporting Actor in a Motion Picture)
- Grammy Awards 1997: Thomas Newman für Beste Instrumentalkomposition geschrieben für Film oder Fernsehen (Best Instrumental Composition Written for a Motion Picture or for Television). Ausgezeichnet wurde in der Sparte David Arnold für Independence Day.[8]